# Zeng Baosun
Dans ce nom chinois, le nom de famille, Zeng, précède le nom personnel.
Pour les articles homonymes, voir Zeng.
Zeng Baosun ou Tseng Pao Swen (9 mars 1893-27 juillet 1978) est une enseignante, dirigeante d'écoles et militante féministe chinoise et taïwanaise. Elle est la première Chinoise diplômée de l'université de Londres en 1916 et milite en faveur de l'éducation et dans plusieurs organisations internationales féministes et chrétiennes. 

## Biographie

### Jeunesse
Zeng Baosun naît dans une éminente famille chinoise de Xiangxiang, dans la province du Hunan. Elle est l'arrière-petite-fille de Zeng Guofan, un fonctionnaire chinois de la dynastie Qing qui commandait l'armée de Xiang pendant la Révolte des Taiping. Son père est réformiste et ne suit pas la coutume traditionnelle  du pays telle que le bandage des pieds et le mariage précoce pour les filles, entre autres.  
À 14 ans, elle étudie dans une école de filles à Shanghai avant d'entrer à l'école normale pour femmes de Hangzhou. Zeng Baosun se convertit au christianisme en 1911 et poursuit, à partir de 1910, ses études dans une école anglicane. Elle fréquente aussi la Blackheath High School à Londres de 1912 à 1916, avant d'intégrer en 1913 le Westfield College, dont elle est diplômée en sciences en 1916. Elle devient ainsi la première Chinoise diplômée de l'université de Londres.

### Carrière
Zeng Baosun se forme à l'enseignement à l'université d'Oxford et à l'université de Cambridge .
Elle est de retour en Chine en 1917, et elle ouvre en 1918 l'école collégiale YiFang Girls middle School à Changsha, Elle y enseigne principalement l'anglais et la biologie, son cousin se charge des mathématiques et de la physique. Elle est membre du National Christian Council of China de 1923 à 1928, et est déléguée de ce mouvement à l'International Missionary Council, à Jérusalem en 1928 et à Madras en 1938.
Elle quitte la Chine en 1949 pour s'installer à Taïwan. En 1953, elle représente Taïwan à la Commission de la condition de la femme des Nations Unies. Elle défend l'indépendance financière des femmes.
Elle écrit une autobiographie intitulée Confucian Feminist (en français, Féministe confucéenne), ainsi que des essais sur les droits des femmes. Elle a siégé au conseil d'administration de l'Université Donghai à Taichung.

### Fin de vie
Elle meurt à Taiwan en 1978 et est inhumée au cimetière public no 1 de Taipei.

## Écrits
- Zeng Baosun, « China’s Women and Their Position in the Church », Church Missionary Review, vol. 48,‎ octobre 1917, p. 372-376
- The Chinese Woman Past and Present in (en) Li Yu-ning, Chinese Women Through Chinese Eyes, Routledge, 2015, 272 p. (ISBN 978-1-317-47471-5, lire en ligne)
- [autobiographie] (en) Zeng Baosun, Confucian Feminist : Memoirs of Zeng Baosun (1893-1978), American Philosophical Society, 2002, 170 p. (ISBN 978-0-87169-921-3, lire en ligne)